# Saskatoon Lake
Saskatoon Lake är en sjö i Kanada.   Den ligger i provinsen Alberta, i den centrala delen av landet, 3 200 km väster om huvudstaden Ottawa. Saskatoon Lake ligger 707 meter över havet. Arean är 9,1 kvadratkilometer. Den sträcker sig 3,9 kilometer i nord-sydlig riktning, och 4,5 kilometer i öst-västlig riktning.
Trakten runt Saskatoon Lake består till största delen av jordbruksmark. Runt Saskatoon Lake är det mycket glesbefolkat, med 2 invånare per kvadratkilometer.